# لاهز بن قريظ
أبو عمرو لاهز بن قريظ بن أبي رمثة التميمي (55 هـ - 130 هـ / 675 م - 748 م) أحد أبرز نقباء ودعاة بني العباس المشهورين إبان الدعوة العباسية السرية وأحد قادتهم العسكريين في عصر التأسيس، وكان له دور كبير في ضم عدد كبير من الأتباع إلى الدعوة العباسية، ثم أرسله أبو مسلم الخراساني إلى والي خراسان في الدولة الأموية نصر بن سيار الكناني ليعطيه الأمان ويطلب منه مبايعة الإمام العباسي، وكان أبو مسلم يُضمر له الغدر ويريد قتله بعد أن يعطيه الأمان، فأستنكر لاهز ذلك وأنذر نصر بن سيار وأمره بالهروب بطريقةٍ ذكية دون أن يشعر به القوم، وذلك حين تلا قوله تعالى ﴿وَجَاءَ رَجُلٌ مِنْ أَقْصَى الْمَدِينَةِ يَسْعَى قَالَ يَا مُوسَى إِنَّ الْمَلَأَ يَأْتَمِرُونَ بِكَ لِيَقْتُلُوكَ فَاخْرُجْ إِنِّي لَكَ مِنَ النَّاصِحِينَ ۝٢٠﴾ [القصص:20] فهرب نصر بن سيار ونجأ، وعلم بذلك أبو مسلم فقتل لاهزاً فكان ذلك سبباً لغضب الخليفة أبو جعفر المنصور على أبو مسلم وقتله فيما بعد. وكان لأبيه قريظ وجده أبي رمثة صُحبة ووفادة إلى النبي محمد ﷺ.